# Дієго Ролан
Дієго Ролан (ісп. Diego Rolán; нар. 24 березня 1993, Монтевідео) — уругвайський футболіст, нападник.
Виступав, зокрема, за клуб «Дефенсор Спортінг», а також національну збірну Уругваю.

## Клубна кар'єра
Народився 24 березня 1993 року в місті Монтевідео. Вихованець футбольної школи клубу «Дефенсор Спортінг». Професійну футбольну кар'єру розпочав 2011 року в основній команді того ж клубу, в якій провів два сезони, взявши участь у 38 матчах чемпіонату.
До складу клубу «Бордо» приєднався 11 лютого 2013 року. Відтоді встиг відіграти за команду з Бордо 121 матч в національному чемпіонаті.
29 серпня 2017 року Ролан був відданий в оренду на один рік в клуб Ла Ліги «Малага».
17 липня 2018 року «Бордо» продав гравця до іспанського клубу «Депортіво» (Ла-Корунья). До кінця поточного сезону Ролан був відданий в оренду до клубу «Леганес». 31 січня 2019 року гравець був відданий в оренду на один сезон до команди «Алавес». Сезон 2019–20 Дієго на правах оренди виступав за мексиканський клуб «Хуарес». 31 січня 2021 року гравець був відданий в оренду на один сезон до єгипетської команди «Пірамідс».
17 серпня 2021 року уругваєць повернувся як вільний агент до мексиканської команди «Хуарес».
У 2023 році п'ять матчів провів у складі уругвайського гранда «Пеньяроль».

## Виступи за збірні
Протягом 2011–2013 років залучався до складу молодіжної збірної Уругваю. На молодіжному рівні зіграв у 15 офіційних матчах, забив 7 голів.
2014 року дебютував в офіційних матчах у складі національної збірної Уругваю. Провів у формі головної команди країни 25 матчів, забивши 4 голи.
У складі збірної був учасником розіграшу Кубка Америки 2015 року у Чилі, розіграшу Кубка Америки 2016 року у США.

## Статистика виступів

### Статистика виступів за збірну
| Дата       | Місто       | Господарі         | Результат | Гості             | Турнір                          | Голи | Примітки |
| ---------- | ----------- | ----------------- | --------- | ----------------- | ------------------------------- | ---- | -------- |
| 05-09-2014 | Саппоро     | Японія            | 0 – 2     | Уругвай           | товариський матч                | -    | 65'      |
| 08-09-2014 | Коян        | Південна Корея    | 0 – 1     | Уругвай           | товариський матч                | -    | 78'      |
| 10-10-2014 | Джидда      | Саудівська Аравія | 1 – 1     | Уругвай           | товариський матч                | -    | 46'      |
| 13-10-2014 | Маскат      | Оман              | 0 – 3     | Уругвай           | товариський матч                | -    | 78'      |
| 18-11-2014 | Сантьяго    | Чилі              | 1 – 2     | Уругвай           | товариський матч                | -    | 84'      |
| 28-03-2015 | Агадір      | Марокко           | 0 – 1     | Уругвай           | товариський матч                | 1    | 70'      |
| 06-06-2015 | Монтевідео  | Уругвай           | 5 – 1     | Гватемала         | товариський матч                | 1    | 68'      |
| 13-06-2015 | Антофагаста | Уругвай           | 1 – 0     | Ямайка            | Копа Америка 2015 - 1-й етап    | -    |          |
| 16-06-2015 | Ла-Серена   | Аргентина         | 1 – 0     | Уругвай           | Копа Америка 2015 - 1-й етап    | -    |          |
| 20-06-2015 | Ла-Серена   | Уругвай           | 1 – 1     | Парагвай          | Копа Америка 2015 - 1-й етап    | -    |          |
| 24-06-2015 | Сантьяго    | Чилі              | 1 – 0     | Уругвай           | Копа Америка 2015 - чвертьфінал | -    | 58'      |
| 4-9-2015   | Панама      | Панама            | 0 – 1     | Уругвай           | товариський матч                | -    | 74'      |
| 8-9-2015   | Сан-Хосе    | Коста-Рика        | 1 – 0     | Уругвай           | товариський матч                | -    | 37'      |
| 8-10-2015  | Ла-Пас      | Болівія           | 0 – 2     | Уругвай           | Відбір до ЧС 2018               | -    | 62' 73'  |
| 13-10-2015 | Монтевідео  | Уругвай           | 3 – 0     | Колумбія          | Відбір до ЧС 2018               | 1    |          |
| 12-11-2015 | Кіто        | Еквадор           | 2 – 1     | Уругвай           | Відбір до ЧС 2018               | -    | 73'      |
| 18-11-2015 | Монтевідео  | Уругвай           | 3 – 0     | Чилі              | Відбір до ЧС 2018               | -    | 80'      |
| 29-3-2016  | Монтевідео  | Уругвай           | 1 – 0     | Перу              | Відбір до ЧС 2018               | -    | 86'      |
| 28-5-2016  | Монтевідео  | Уругвай           | 3 – 1     | Тринідад і Тобаго | товариський матч                | -    |          |
| 6-6-2016   | Глендейл    | Мексика           | 3 – 1     | Уругвай           | Копа Америка 2016 - 1-й етап    | -    | 60'      |
| 10-6-2016  | Філадельфія | Уругвай           | 0 – 1     | Венесуела         | Копа Америка 2016 - 1-й етап    | -    | 73'      |
| 2-9-2016   | Мендоса     | Аргентина         | 1 – 0     | Уругвай           | Відбір до ЧС 2018               | -    | 87'      |
| 11-11-2016 | Монтевідео  | Уругвай           | 2 – 1     | Еквадор           | Відбір до ЧС 2018               | 1    | 62'      |
| 24-3-2017  | Монтевідео  | Уругвай           | 1 – 4     | Бразилія          | Відбір до ЧС 2018               | -    |          |
| 7-6-2017   | Ніцца       | Італія            | 3 – 0     | Уругвай           | товариський матч                | -    | 73'      |
| Усього     |             | Матчів            | 25        |                   | Голів                           | 4    |          |